# Universidade de Camberra
A Universidade de Camberra (UC) é uma universidade pública localizada no subúrbio Bruce, norte de Camberra, no Território da Capital da Austrália. O campus fica a uma curta distância de Westfield Belconnen e perto do Centro Cívico de Camberra. A UC oferece cursos de graduação e pós-graduação nas diversas áreas: saúde, arte e desenho, negócios, administração pública e direito, educação e ciência e tecnologia.
A UC faz parceria com dois colégios locais do ACT: o Colégio Secundário Sênior da UC Lake Ginninderra e o Colégio Kaleen da Universidade de Camberra. A Faculdade da Universidade de Camberra oferece cursos universitários aos alunos nacionais e internacionais.

## História
A Universidade de Camberra foi criada, originalmente em 1967, como a Faculdade de Educação Avançada de Camberra. A Faculdade de Educação Avançada de Camberra passou a ser Universidade de Camberra sob o patrocínio da Universidade Monash em 1990.

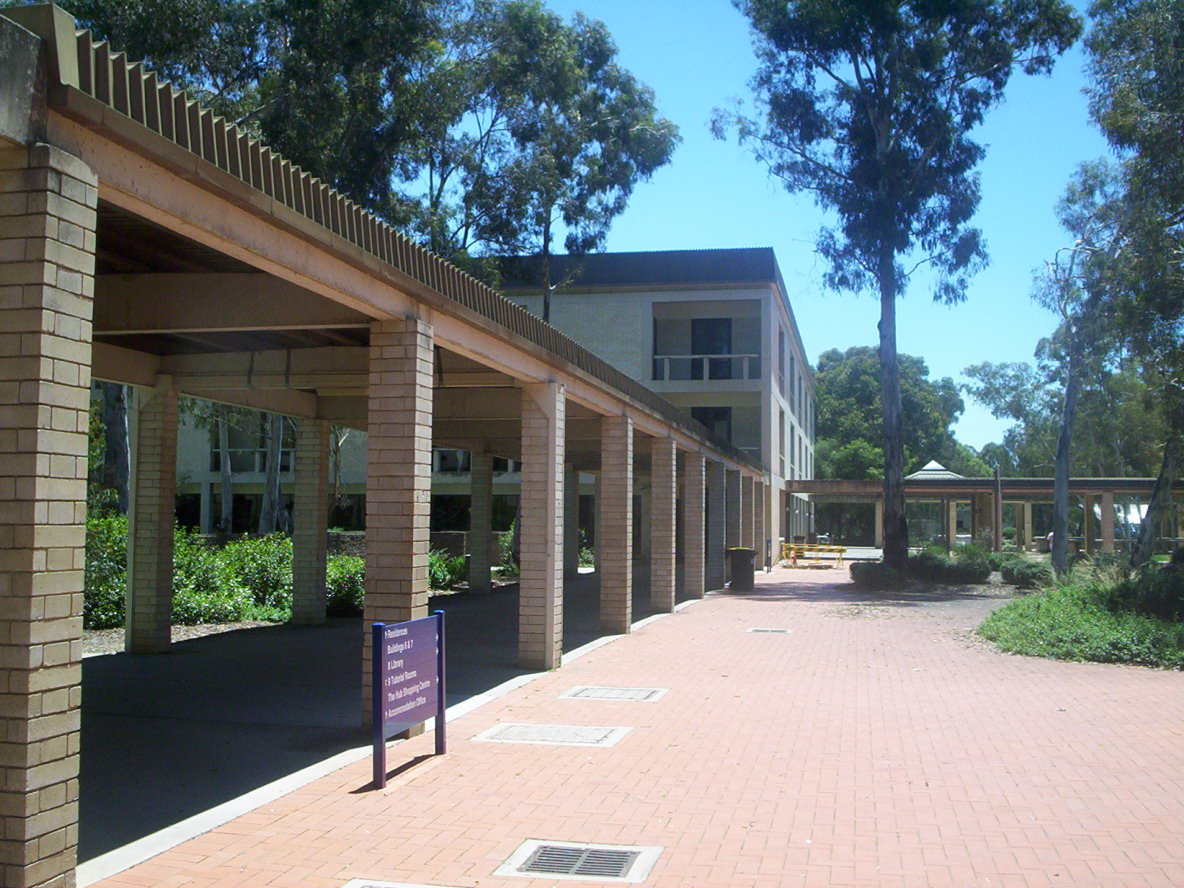
Ao longo do saguão da UC, em direção à Biblioteca.

Mais de setenta mil alunos se formaram na Universidade desde 1970.
A Universidade de Camberra cresceu mais de setenta e oito por cento desde 2007, passando de 7 300 alunos para mais de treze mil em 2014. A pontuação média da Admissão Terciária Australiana da UC é de aproximadamente 71.